# 中国2010年上海世界博览会新加坡馆

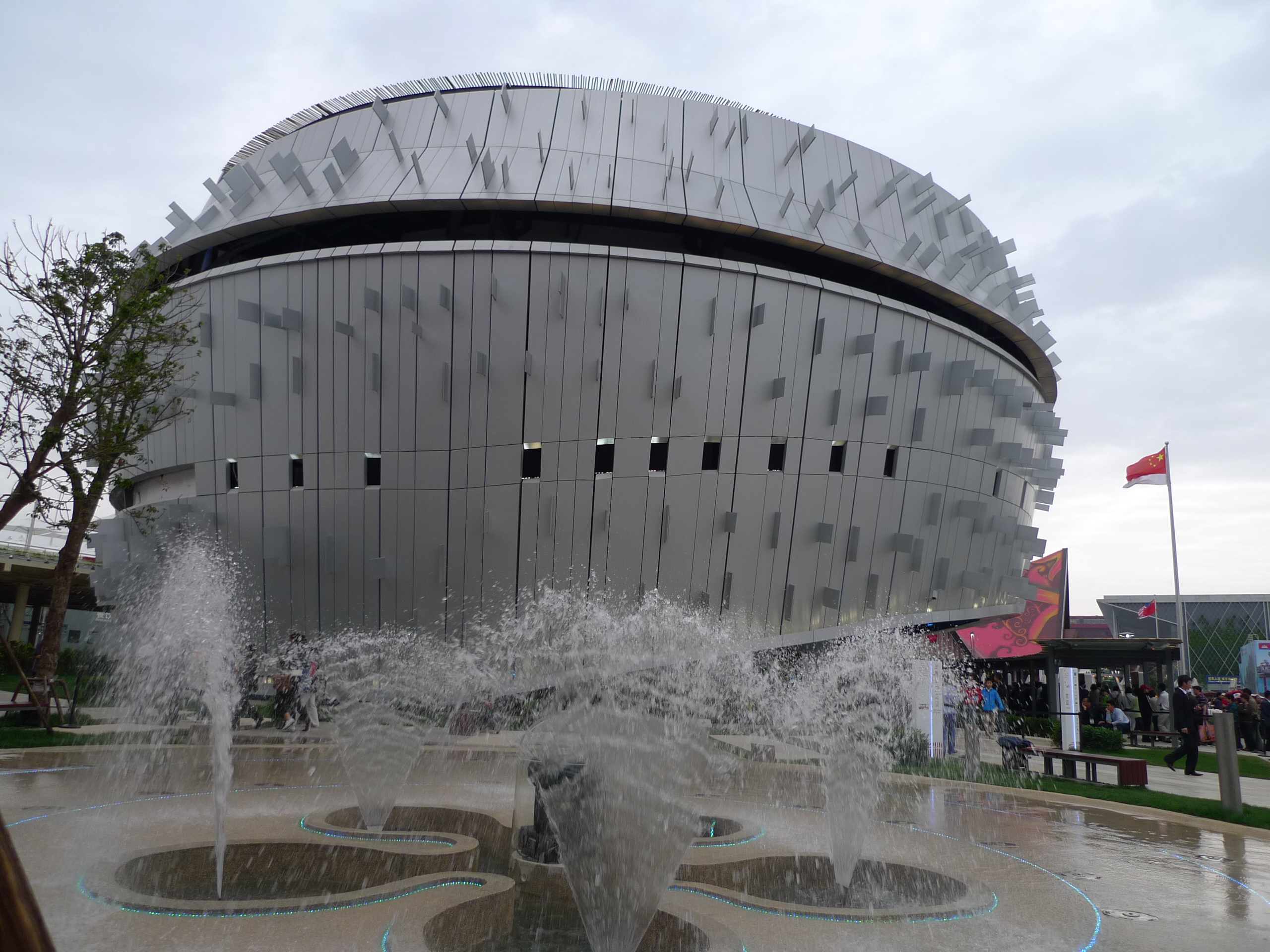
上海世博会新加坡馆

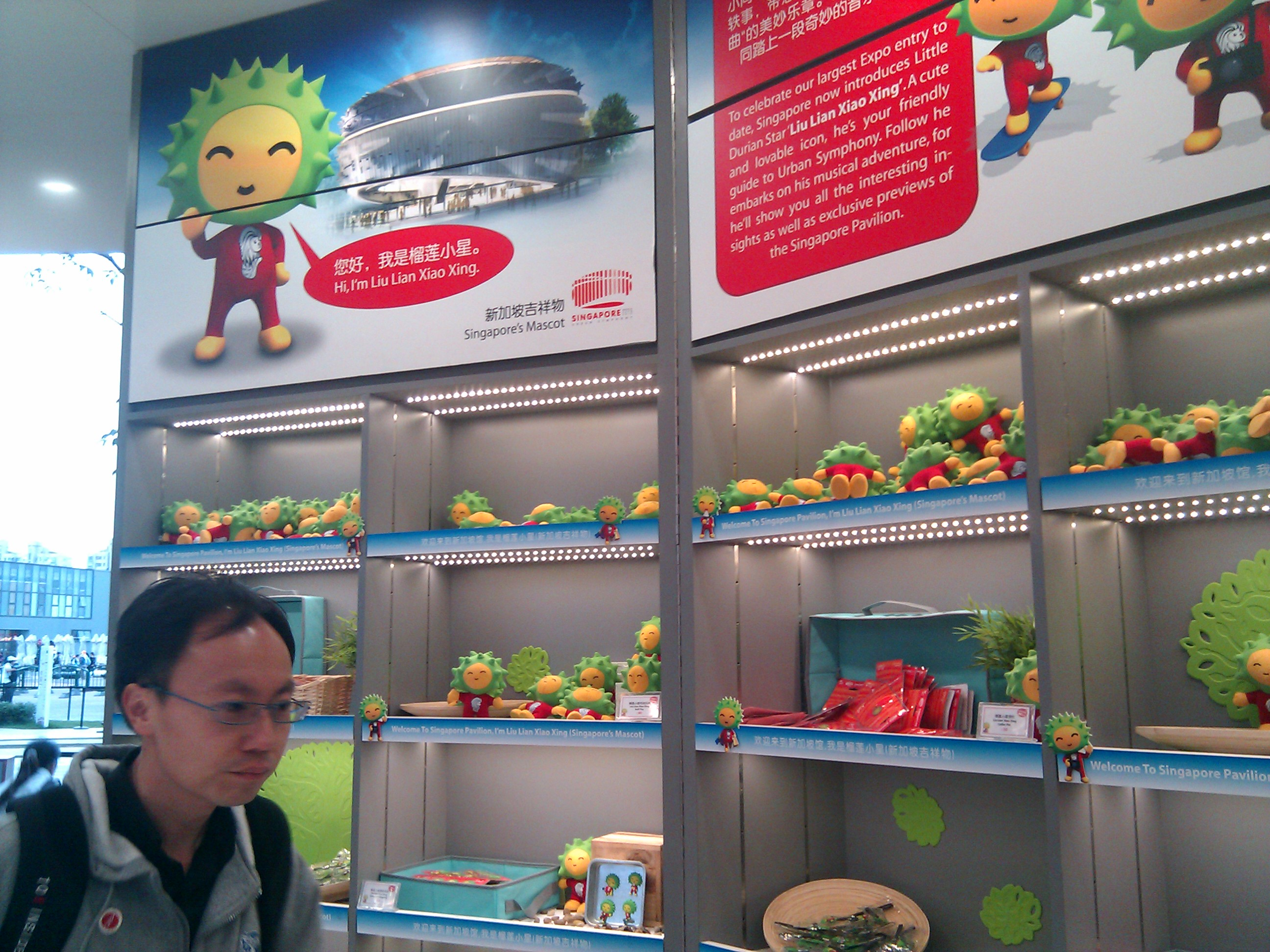
新加坡馆吉祥物——榴莲小星

中国2010年上海世界博览会新加坡馆，简称新加坡馆（英语：Singapore pavilion at Expo 2010），是中国2010年上海世界博览会代表新加坡的展馆，位于世博园区B片区。新加坡馆的主题为“城市畅想曲”，展馆由陈家毅设计师事务所设计，外形酷似一个音乐盒。该展馆的国家馆日为8月7日，吉祥物为“榴莲小星”。环保节能、空中花园是该馆的环保特点。新加坡馆主题曲为《感动每一刻》，由新加坡华人歌手林俊杰、孙燕姿、蔡健雅、阿杜献唱。
新加坡馆的参观者在入馆之前，可以听到来自馆内的音乐。该馆分为前厅、都市进行曲、城市交响曲和花园交响曲四大展区。